# San Pedro, Valle del Cauca
San Pedro là một khu tự quản thuộc tỉnh Valle del Cauca, Colombia. Thủ phủ của khu tự quản San Pedro đóng tại San Pedro Khu tự quản San Pedro có diện tích 240 ki lô mét vuông. Đến thời điểm ngày 28 tháng 5 năm 2005, khu tự quản San Pedro có dân số 11930 người.